# María del Mar Jover
María del Mar Jover Pérez (* 21. April 1988 in Alicante) ist eine spanische Leichtathletin, die sich auf den Weitsprung spezialisiert hat.

## Sportliche Laufbahn
Erste internationale Erfahrungen sammelte María del Mar Jover im Jahr 2003, als sie bei den Jugendweltmeisterschaften im kanadischen Sherbrooke mit einer Weite von 5,65 m auf den zehnten Platz gelangte. 2005 belegte sie beim Europäischen Olympischen Jugendfestival (EYOF) in Lignano Sabbiadoro mit 6,15 m den vierten Platz und anschließend schied sie bei den Jugendweltmeisterschaften in Marrakesch mit 5,94 m in der Qualifikationsrunde im Weitsprung aus und schied im 100-Meter-Hürdenlauf mit 14,09 s in der ersten Runde aus. 2009 verpasste sie bei den U23-Europameisterschaften in Kaunas mit 6,18 m den Finaleinzug und auch bei der Sommer-Universiade 2011 kam sie mit 6,01 m nicht über die Vorrunde hinaus. Im Jahr darauf verpasste sie bei den Europameisterschaften in Helsinki mit 6,27 m den Finaleinzug und 2013 belegte sie bei den Studentenweltspielen in Kasan mit 6,32 m den sechsten Platz. Im Jahr darauf schied sie bei den Europameisterschaften in Zürich mit 6,36 m in der Vorrunde aus und 2015 brachte sie bei den Weltmeisterschaften in Peking keinen gültigen Versuch zustande. Im Jahr darauf verpasste sie bei den Europameisterschaften in Amsterdam mit 6,43 m den Finaleinzug und anschließend schied sie bei den Olympischen Sommerspielen in Rio de Janeiro mit 5,90 m in der Qualifikationsrunde aus. 
In den Jahren von 2012 bis 2015 wurde Jover spanische Meisterin im Weitsprung.